# Zuclo
Zuclo és un antic municipi italià, a la província de Trento. L'any 2007 tenia 351 habitants. Limitava amb els municipis de Bleggio Superiore, Bolbeno, Bondo, Concei, Preore i Tione di Trento.
L'1 de gener 2016 es va fusionar amb el municipi de Bolbeno creant així el nou municipi de Borgo Lares, del qual actualment és una frazione.